# Tarumama
La Tarumama, llamada también Turumama, es un personaje legendario del folclor colombiano, popular en la región de Nariño. Se le describe como una vieja fea y arrugada, con cascos de mula en lugar de pies, y unos senos tan grandes, que debe cargarlos sobre los hombros.
La leyenda de la Tarumama tiene semejanzas con la leyenda de la Llorona. Según las leyendas colombianas, la Tarumama fue una mujer que quedó embarazada y tuvo un hijo del Arco Iris. Cuando iba a parir, se acercó a un río, pero el esfuerzo del parto hizo que se desmayara y, para su desgracia, la corriente se llevó al niño. Al despertar, desesperada por no encontrarlo, se transformó en este monstruo, que vaga por las orillas de los ríos buscando a su hijo en medio de terribles y desgarradores lamentos. Los campesinos temían a este espectro porque creían que se metía a las casas para llevarse a los niños, confundiéndolos con el suyo. Se alimentaba de cenizas y carbones de fogones encendidos.
En diversos pueblos de las regiones de Nariño y Cauca, como Pasto, se elaboran carrozas para celebrar el Carnaval de los Negros y los Blancos, los días 5 y 6 de enero, coincidiendo con la celebración de los Reyes Magos. En estas carrozas, se incluyen personajes mitológicos, como la Tarumama, que es representada como una vieja con la cara enlodada, revuelta en ceniza y con los senos alargados.